# Amerikaanse gouverneursverkiezingen 2023
De Amerikaanse gouverneursverkiezingen 2023 werden gehouden in oktober en november 2023 in de Verenigde Staten. Hierbij kozen drie Amerikaanse staten een nieuwe gouverneur, te weten Kentucky, Louisiana en Mississippi. In Louisiana vonden de verkiezingen plaats op 14 oktober, in de andere twee staten viel de verkiezingsdag op 7 november.

## Achtergrond
Twee van de drie zittende gouverneurs waren herkiesbaar voor een nieuwe ambtstermijn: Andy Beshear (Kentucky) en Tate Reeves (Mississippi). Beiden werden herkozen. De gouverneur van Louisiana, John Bel Edwards, was door het uitdienen van twee volledige ambtstermijnen niet opnieuw verkiesbaar. In die staat werd door de Republikein Jeff Landry meteen in de eerste ronde een meerderheid behaald, waarmee een eventuele tweede ronde overbodig werd.

## Uitslagen
| Staat       | Zittende gouverneur | Partij      | Status                                      | Uitslag belangrijkste kandidaten                    |
| ----------- | ------------------- | ----------- | ------------------------------------------- | --------------------------------------------------- |
| Kentucky    | Andy Beshear        | Democraat   | herkozen                                    | Andy Beshear (D) - 52,5% Daniel Cameron (R) - 47,5% |
| Louisiana   | John Bel Edwards    | Democraat   | niet herkiesbaar, Republikeinse overwinning | Jeff Landry (R) - 51,6% Shawn Wilson (D) - 25,9%    |
| Mississippi | Tate Reeves         | Republikein | herkozen                                    | Tate Reeves (R) - 51,6% Brandon Presley (D) - 47%   |